# The Bat
The Bat! ist ein proprietäres E-Mail-Programm für Windows. Entwickelt wird es seit 1997 von RITLabs, einer Softwarefirma mit Sitz in Chișinău, Moldawien und wird als Shareware vertrieben.

## Eigenschaften

### Unterstützte Protokolle / Sicherheit
Unterstützt werden IMAP und POP3, deren SSL-Varianten mit sicherer Authentifizierung via APOP, CRAM-HMAC, NTLM und Compuserves RPA und SMTP inklusive sicherer Verbindung per STARTTLS, SSL3 wird seit The Bat! 6.1 unterstützt. Via MAPI kann auch auf Mailfunktionen von Microsoft Exchange Server zugegriffen werden. GnuPG und PGP können eingebunden und aus The Bat! heraus angesprochen werden. S/MIME wird direkt unterstützt. Die Pro-Version verschlüsselt und sichert die Maildatenbanken bei Bedarf automatisch. HTML-Mails können auf Wunsch angezeigt werden, es werden jedoch keine aktiven Inhalte ausgeführt. The Bat! lädt keine Bilder, Stylesheets oder Skriptdateien nach. Beim Speichern/Öffnen von potentiell gefährlichen Dateien warnt das Programm den Anwender. Über Plug-ins kann es erweitert werden. Die Programmierschnittstelle steht auch externen Entwicklern offen.
The Bat! kann zu einem RSS-Reader erweitert und Virenscanner eingebunden werden.

### Mehrere Benutzerkonten
The Bat! unterstützt beliebig viele Benutzerkonten, denen jeweils unterschiedliche Identitäten und Vorlagen zugewiesen werden können. Somit bekommt jedes Benutzerkonto eigene Ordner wie Posteingang und -ausgang. Diese werden nicht in einem zentralen Ordner abgelegt, können aber über die Virtuellen Ordner gemeinsam dargestellt werden.

### Filterfunktionen
Komplexe verschachtelte Filter werden unterstützt. Sämtliche Eigenschaften einer Mail können als Kriterium angegeben werden. Trifft ein Filter, können Aktionen wie Verschieben, Markieren, Einfärben, Starten von externen Programmen, Exportieren, Weiterleiten, Adressbuchoperationen, Abspielen von Klängen und Weiteres ausgeführt werden. Selektive Filter lesen nur den Header einer E-Mail auf dem Server ein und löschen die Mail ggf., ohne sie vorher herunterzuladen. Als Spamfilter können verschiedene frei erhältliche Plug-ins verwendet werden. Virtuelle Ordner können mit zahlreichen Filterkriterien erstellt werden und zeigen Mails aus verschiedenen physischen Ordnern an.

### Vorlagen
Neuen Nachrichten, Antworten und weiterzuleitenden Nachrichten können sehr flexible Vorlagen zugewiesen werden, etwa zur Erstellung automatisierter Anreden, Signaturen, Einleitungszeilen oder Cookies. Diese Cookies haben dabei aber nichts mit den HTTP-Cookies von Webseiten zu tun, sondern sind Vorlagen, mit deren Hilfe Texte aus externen Textdateien automatisch in Mails eingebunden werden können. Zudem gibt es zahlreiche vordefinierte Variablen und Makros. Vorlagen können pro Konto, Ordner, Adressbuchgruppe und Absender definiert werden. Zusammen mit den Filterfunktionen kann somit die Mailkommunikation zu einem großen Teil automatisiert werden. Mit der Serienbrief-Funktion können personalisierte Newsletter erstellt werden. Schnellvorlagen ermöglichen das schnelle Einfügen von Textbausteinen mit Shortcuts und die Wiederverwendung von Textbausteinen in verschiedenen Vorlagen.

### Rechtschreibprüfung
Die Rechtschreibprüfung prüft Texte während der Eingabe. Unbekannte Wörter kann man hinzufügen. Fremde Wörterbücher, beispielsweise von OpenOffice.org, können importiert werden.

### Symbolleisten
Symbolleisten können nach Wunsch angepasst werden, um zum Beispiel oft benutzte Funktionen als Symbole einzublenden oder die Oberfläche auf die notwendigen Symbole zu beschränken.
Ebenso können Shortcuts individuell angepasst werden.

### Kalender
The Bat! verfügt über einen Kalender mit Wiedervorlagefunktion und ein Notizbuch.

### Design
Über verschiedene Designs kann die Optik der Oberfläche angepasst werden. Farben und Muster der verschiedenen Oberflächenelemente werden damit beeinflusst.

### Adressverwaltung
Mehrere Adressbücher mit jeweils mehreren Adressgruppen können verwaltet werden. Eine Adresse kann in mehreren Gruppen Mitglied sein. Jede Adresse hat zahlreiche Felder; unter anderem mehrere E-Mail-Adressen, private und geschäftliche Postadresse, Geburtsdatum (mit optionaler Benachrichtigung), E-Mail-Vorlage, zu verwendende Codepage, Bild, OpenPGP-Keys und S/MIME-Zertifikate. Seit Version 7.0 wird CardDAV unterstützt.

### Unicode
Seit Version 6.0.0, die nur als Vorabversion verfügbar war, ist The Bat! vollständig unicodetauglich. Dafür wurde ein großer Teil des Programms neu geschrieben.

### Varianten
- The Bat! Home Edition
- The Bat! Professional Edition
- The Bat! Voyager: Eine USB-Version des Mailers, es ist eine Lizenz für die Pro-Version erforderlich.
- The Bat! Professional mit Hardware-Tokens: mit allen Funktionen von The Bat!. Zusätzlich dazu gibt es noch eine sichere Verbindung zu POP3/SMTP-Servern, Hardware-Token und „On-the-Fly“-Verschlüsselung.

### Import-Funktion
The Bat! ermöglicht den E-Mail-Import von folgenden Programmen und Dateiformaten:
- UNIX Mailboxformat (mbox)
- Outlook Express v4.xx, 5.xx, 6.0
- Office Outlook
- Mozilla Thunderbird
- Netscape Communicator v4.xx
- Netscape Mail v2.xx, 3.xx
- Eudora Lite/Pro
- Pegasus Mail

Adressbücher können in folgenden Formaten importiert werden:
- Outlook Express (Windows Address Book)
- Microsoft Office Outlook (Contacts Folder)
- Google Kontakte
- LDIF-Dateien
- Elektronische Visitenkarten (VCard)
- Kommagetrennte Textdateien (CSV)
- Tabulatorgetrennte Textdateien (TAB)
- Initialisierungsdateien (INI)
- Eudora Address Book
- Pegasus Tag File
- CardDAV-Adressbücher

### Verschlüsselung der Datenbank
In The Bat! Professional besteht die Möglichkeit, die auf dem Rechner gespeicherte Nachrichtendatenbank, Adressbücher und Konfigurationsdateien zu verschlüsseln. Während des ersten Programmstarts kann die Verschlüsselung aktiviert und das Master-Passwort festgelegt werden. Für die Verschlüsselung wird der Algorithmus AES im CBC-Verfahren (Cipher Block Chaining) mit einem 128-Bit-Schlüssel angewendet. Erst nach der Eingabe des Master-Passworts kann auf das Programm zugegriffen werden. Eine Änderung des Master-Passworts ist nicht möglich.